# اندریا کیلبورن-هیل
اندریا کیلبورن-هیل (انگلیسی: Andrea Kilbourne-Hill؛ زادهٔ april ۱۹, ۱۹۸۰ (۴۴ سال)) ورزشکار هاکی روی یخ اهل ایالات متحده آمریکا است.
وی در مسابقات کشوری و بین‌المللی در مجموع برندهٔ ۲ مدال نقره شده‌است.